# Aulum Provsti
Aulum Provsti var indtil 2007  et provsti i Viborg Stift.  Provstiet dækkede de tidligere  Aulum-Haderup Kommune, Trehøje Kommune og Vinderup Kommune, der nu indgår i Herning Kommune og Holstebro Kommune.
Aulum Provsti bestod af flg. sogne, der nu indgår i Herning Nordre Provsti og Holstebro Provsti:
- Aulum Sogn
- Ejsing Sogn
- Feldborg Kirkedistrikt
- Grove Sogn
- Haderup Sogn
- Handbjerg Sogn
- Herrup Kirkedistrikt
- Hodsager Sogn
- Nøvling Sogn
- Ryde Sogn
- Sahl Sogn
- Sevel Sogn
- Timring Sogn
- Tiphede Kirkedistrikt
- Trandum Kirkedistrikt
- Vildbjerg Sogn
- Vind Sogn
- Vinderup Kirkedistrikt
- Vinding Sogn
- Ørnhøj Kirkedistrikt